# اچ‌ام‌اس گلتیا (۱۹۱۴)
اچ‌ام‌اس گلتیا (۱۹۱۴) (به انگلیسی: HMS Galatea (1914)) یک کشتی بود که طول آن ۴۳۶ فوت (۱۳۳ متر) بود. این کشتی در سال ۱۹۱۴ ساخته شد.